# Bradley Beach
Bradley Beach es un borough ubicado en el condado de Monmouth en el estado estadounidense de Nueva Jersey. En el año 2010 tenía una población de 5,794 habitantes y una densidad poblacional de 3,621 personas por km².

## Geografía
Bradley Beach se encuentra ubicado en las coordenadas 40°12′8″N 75°0′49″O / 40.20222, -75.01361.

## Demografía
Según la Oficina del Censo en 2000 los ingresos medios por hogar en la localidad eran de $40,878 y los ingresos medios por familia eran $49,688. Los hombres tenían unos ingresos medios de $37,164 frente a los $31,276 para las mujeres. La renta per cápita para la localidad era de $25,438. Alrededor del 9.2% de la población estaba por debajo del umbral de pobreza.